# 2000 في مصر
فيما يلي قوائم الأحداث التي وقعت خلال عام 2000 في مصر.

## أفلام
من الأفلام التي صدرت هذه السنة في مصر:
- 1 يناير – الآخر من إخراج يوسف شاهين.
- 1 يناير – الناظر من إخراج شريف عرفة.
- 1 يناير – امرأة تحت المراقبة من إخراج أشرف فهمي.
- 1 يناير – بونو بونو من إخراج علي عبد الخالق.
- 1 يناير – رجال من مصر
- 1 يناير – سوق المتعة من إخراج سمير سيف.
- 1 يناير – عليه العوض من إخراج علي عبد الخالق.
- 1 يناير – فيلم ثقافي من إخراج محمد أمين.
- 1 يناير – قدر امرأة
- 1 يناير – لا مؤاخذة يا دعبس
- 1 يناير – ليه خلتني أحبك من إخراج ساندرا نشأت.
- 8 يناير – هاللو أمريكا من إخراج نادر جلال.
- 16 فبراير – فل الفل من إخراج مدحت السباعي.
- 15 مارس – أرض الخوف من إخراج داود عبد السيد.
- 14 يونيو – شجيع السيما
- 27 سبتمبر – عمر 2000
- 27 ديسمبر – الكاشي ماشي من إخراج طارق النهري.

## موسيقى

### ألبومات
من الألبومات التي صدرت هذه السنة في مصر:
- 1 يناير – غزالي من غناء حميد الشاعري.

## كتب
من الكتب التي صدرت هذه السنة في مصر:
- 1 يناير – موسوعة حضارة العالم من تأليف أحمد محمد عوف.

## مواليد

### يناير
- 1 يناير – إفرايم دويك دبلوماسي إسرائيلي.
- 1 يناير – دنيا حامد عارضة مصرية.
- 1 يناير – عادل خياط سياسي مصري.
- 1 يناير – نادية زخاري
- 1 يناير – نبيه يوسف مهندس أمريكي.

## وفيات

### يناير
- 1 يناير – توفيق عبدالله (مواليد 1897)
- 1 يناير – حافظ كسيب لاعب كرة قدم مصري.
- 1 يناير – حسن راغب (مواليد 1909) لاعب كرة قدم مصري.
- 1 يناير – شارلي حميدو (مواليد 1953) لاعب كرة قدم مصري.
- 1 يناير – عايدة فهمي (مواليد 1917) ناشطة حقوق المرأة مصرية.
- 1 يناير – عبد الحميد عبده لاعب كرة قدم مصري.
- 1 يناير – عزيز فهمي لاعب كرة قدم مصري.
- 1 يناير – محمود النيجرو لاعب كرة قدم مصري.
- 1 يناير – هاني لبيب محمود (مواليد 1907) لاعب كرة قدم مصري.
- 1 يناير – ياقوت الصوري لاعب كرة قدم مصري.

### فبراير
- 16 فبراير – محمد فوزي حاخوا (مواليد 1915)

### مارس
- 7 مارس – دابليو دي هاملتون (مواليد 1936)[1]

### أغسطس
- 17 أغسطس – صفوت الشوادفي (مواليد 1955) ثيولوجي مصري.

### أكتوبر
- 28 أكتوبر – سعد مأمون (مواليد 1922)